# Top Secret (EP)
Top Secret es el álbum debut en solitario de Hyosung, miembro de la banda surcoreana Secret. El álbum fue lanzado el 12 de mayo de 2014 junto con una edición limitada y la canción "Good-night Kiss" como pista principal. Contiene tres canciones.

## Lanzamiento
El 7 de mayo, se lanzó el video teaser musical para la canción de título 'Goodnight Kiss'. El video musical completo fue lanzado el 11 de mayo, y el EP fue lanzado al día siguiente.

## Promoción
En mayo de 2014, Hyosung promovió los sencillos Goodnight Kiss y Lonely Night, en los shows Music Bank de KBS, Show! Music Core de MBC, Inkigayo de SBS, y M Countdown de Mnet. También realizó una presentación de MelOn el día de su lanzamiento de álbum.

## Lista de canciones
| N.º  | Título                                          | Letras         | Música         | Duración |  |
| 1.   | «Don't Know Women (feat. J'Kyun)» (여자를 몰라) | Marco          | Marco          | 3:18     |  |
| 2.   | «Good-night Kiss»                               | Duble Sidekick | Duble Sidekick | 3:25     |  |
| 3.   | «Lonely Night» (밤이 싫어요)                    | Jeon Da-woon   | Jeon Da-woon   | 3:14     |  |
| 9:57 |                                                 |                |                |          |  |

## Posicionamiento en listas

### Listas semanales
| Gráfico                 | Posición |
| ----------------------- | -------- |
| Gaon Weekly album chart | 2        |

### Gráfico de sencillos
| Canción           | Posición del gráfico |
| Canción           | KOR                  |
| ----------------- | -------------------- |
| "Good-night Kiss" | 9                    |

## Ventas
| Gráficos            | Ventas       |
| ------------------- | ------------ |
| Gaon physical sales | KOR: 11,067+ |

## Historial de lanzamiento
| Región        | Fecha              | Formato              | Discográfica                        |
| ------------- | ------------------ | -------------------- | ----------------------------------- |
| Corea del Sur | 12 de mayo de 2014 | CD, Descarga digital | TS Entertainment LOEN Entertainment |
| Mundo         | 12 de mayo de 2014 | Descarga digital     | Sony Music                          |